# محول الزناد

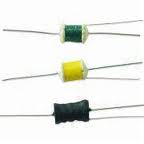
عدة محولات زناد صغيرة. الملف الابتدائي متصل بالطرفين المحوريين الممتدين على كلا الجانبين، بينما يمر الجهد العالي عبر الطرف الأصغر وأحد أطراف الملف الابتدائي.

محول الزناد (بالإنجليزية: Trigger transformer) هو محول صغير عادة ما يكون محفورا من الفريت يستخدم في التطبيقات التي تتطلب نبضات جهد عالية لبدء تأين الغاز للسماح للتيار بالمرور.

## الاستخدام
يمكن استخدام قلب محول الزناد بطريقة أحادية القطب، التدفق الكهرومغناطيسي إيجابي أو سلبي فقط، أو ثنائي القطب التأرجح بين الإيجابية والسلبية. تختلف التطبيقات أيضا فيما إذا كانت تشبع النواة أم لا حيث يُطلق عليها محول الزناد المشبع.
تعمل أضواء الفلاش على تشغيل النواة في وضع غير مشبع وبأحادية القطبية، تُشحن المكثفات إلى حوالي 300 فولت، وعند هذه النقطة يرسل مكثف ثانٍ نبضة فولتية عبر المحول، مما يؤدي إلى توليد فولتية تتراوح بين 2000 و6000 فولت وذلك حسب خصائص الأنبوب الفلاش المحددة، وهو ما يكفي لتجاوز مقاومة الغاز الخامل مثل الزينون بين الأقطاب، مما يؤدي إلى تأيينه.
تعمل محولات الزناد عن طريق ملف ثانوي مع مئات، بل الآلاف، من المنعطفات من الأسلاك النحاسية الدقيقة جدا، وتداول التيار للجهد.
كما هو الحال في البرق، تتمتع هذه البلازما بمقاومة أقل بكثير، ويمكن للمكثف التفريغ بسرعة عبرها. تبدأ المكثفات في الشحن مرة أخرى، وتبدأ الدورة من جديد وتؤدي إلى وميضها الدوري المميز. ستؤدي المكثفات وحدها إلى قوس مستمر. بعد تحقيق الجهد اللازم للتسبب في انهيار العزل الكهربائي، سيحافظون عليه إلى أجل غير مسمى.
تجد ما يسمى محولات الزناد المشبعة استخداما في الدوائر التي تستخدم عمدا التشبع الأساسي و/أو تعمل بطريقة ثنائية القطب، مثل محولات الطاقة من التيار المستمر إلى التيار المتردد.